# Мейплтон (город, Миннесота)
Мейплтон (англ. Mapleton) — город в округе Блу-Эрт, штат Миннесота, США. На площади 3,9 км² (3,9 км² — суша, водоёмов нет), согласно переписи 2002 года, проживают 1678 человек. Плотность населения составляет 431,6 чел./км².
- Телефонный код города — 507
- Почтовый индекс — 56065
- FIPS-код города — 27-40310[1]
- GNIS-идентификатор — 0647500[2]